# Frank Grant
Ulysses Franklin "Frank" Grant, soprannominato "The Black Dunlap" (Pittsfield, 1º agosto 1865 – New York, 27 maggio 1937), è stato un giocatore di baseball statunitense che ha giocato nel ruolo seconda base nelle Negro League (MLB). È stato introdotto nella National Baseball Hall of Fame nel 2006.

## Carriera
Grant fu un giocatore afroamericano del diciannovesimo secolo. All'inizio della sua carriera fu una stella della International League, poco prima che le leggi Jim Crow costringessero i giocatori di colore ad abbandonare il baseball. Divenne un pioniere nelle prime Negro League, giocando per diverse formazioni afroamericane sul finire del secolo e all'inizio del XX. L'autore Jerry Malloy descrisse Grant come "il miglior giocatore delle Negro League del XIX secolo." Grant fu anche il primo giocatore nero a giocare per la stessa squadra nel baseball professionistico per tre stagioni consecutive. Frank era conosciuto come "il Dunlap nero", in paragone alle sue abilità in difesa con quelle del secondo base coevo Fred Dunlap.